# Banderas del Sacro Imperio Romano Germánico

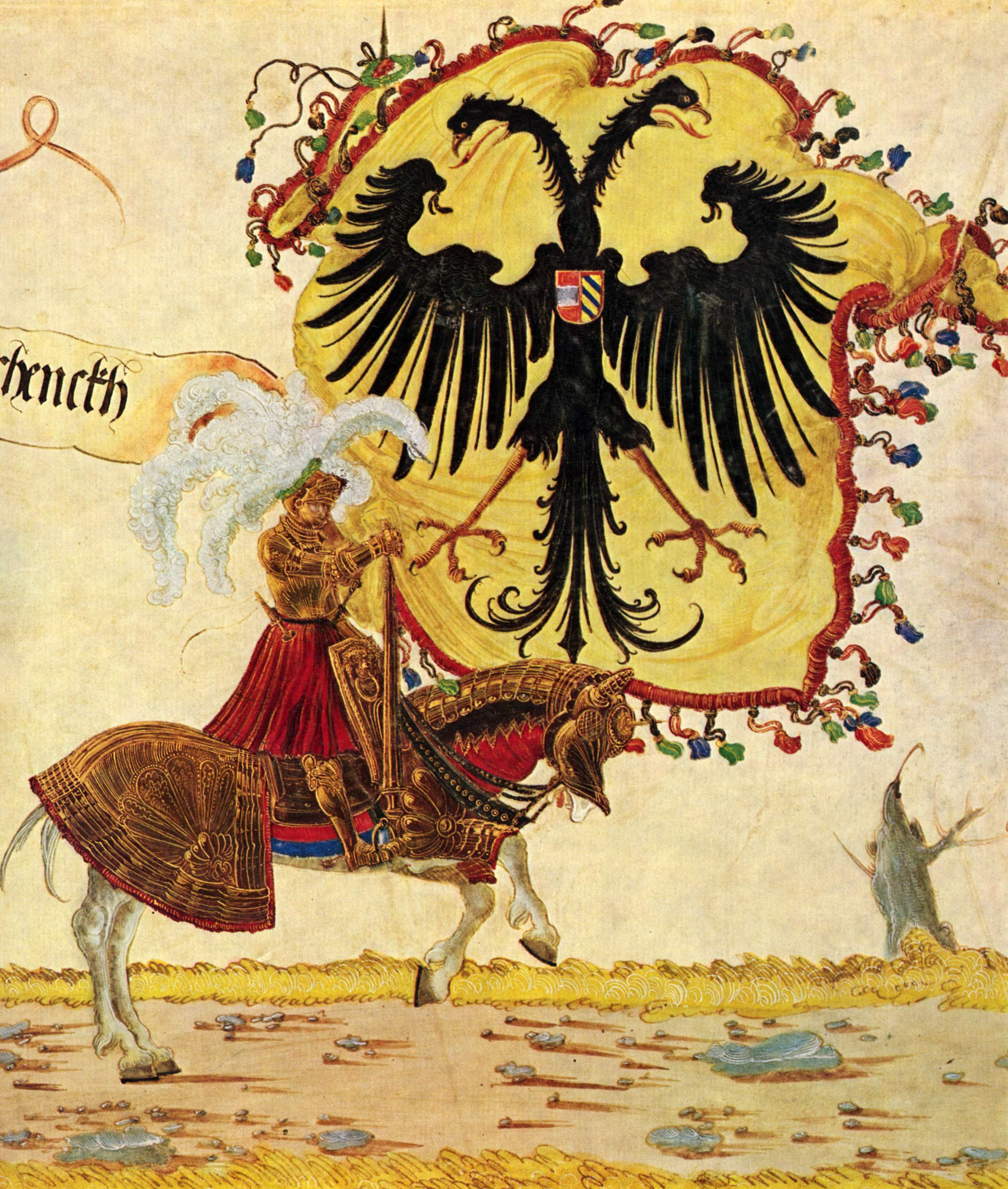
El emperador Maximiliano con el estandarte imperial, bordeado de carmesí y flecos multicolores. (Albrecht Altdorfer, c. 1515)

La bandera del Sacro Imperio Romano Germánico no era una bandera nacional, sino una bandera imperial usada por el emperador del Sacro Imperio Romano Germánico; el negro y el oro se utilizaron como colores del estandarte imperial, un águila negra sobre fondo dorado. Después de finales del siglo XIII o principios del XIV, las garras y el pico del águila se tiñeron de rojo. Desde principios del siglo XV, se utilizó un águila bicéfala.
En 1804, Napoleón Bonaparte declaró el Primer Imperio Francés. En respuesta a esto, el emperador Francisco II de la Casa de Habsburgo declaró que su dominio personal era el Imperio austríaco y se convirtió en Francisco I de Austria. Tomando los colores del estandarte del emperador del Sacro Imperio Romano Germánico, la bandera del Imperio austriaco era negra y dorada. Francisco II fue el último emperador del Sacro Imperio Romano Germánico, con Napoleón forzando la disolución del imperio en 1806. Después de este punto, estos colores continuaron usándose como bandera de Austria hasta 1918.
Los colores rojo y blanco también fueron significativos durante este período. Cuando el Sacro Imperio Romano Germánico participó en las cruzadas, una bandera de guerra ondeaba junto al estandarte imperial negro y dorado. Esta bandera, conocida como la “cruz de San Jorge”, era una cruz blanca sobre un fondo rojo. El reverso de la cruz de San Jorge utilizada como bandera de Lombardía e Inglaterra. El rojo y el blanco también eran colores de la Liga Hanseática (siglos XIII-XVII). Los barcos mercantes hanseáticos eran identificables por sus banderines rojo y blanco y la mayoría de las ciudades hanseáticas adoptaron el rojo y el blanco como colores de la ciudad (ver banderas hanseáticas). El rojo y el blanco siguen siendo los colores de muchas antiguas ciudades hanseáticas, como Hamburgo o Bremen.
En Italia septentrional, durante el conflicto entre güelfos y gibelinos en los siglos XII al XIV, los ejércitos de las comunas gibelinas (proimperiales) adoptaron como propio el estandarte de guerra del Sacro Emperador Romano (cruz blanca sobre rojo), mientras que las comunas de Guelph (antiimperial) invirtieron los colores (cruz roja sobre blanco). Estos dos esquemas prevalecen en la heráldica cívica moderna de las ciudades del norte de Italia y siguen siendo un indicador revelador de sus inclinaciones faccionales pasadas. Ciudades tradicionalmente gibelinas como Pavía, Novara, Como y Asti siguen exhibiendo la cruz gibelina. La cruz de Guelph se puede encontrar en las armas cívicas de ciudades tradicionalmente güelfas como Milán, Vercelli, Alessandria, Reggio Emilia y Bolonia.

## Estandartes imperiales
Según Meyers Konversations-Lexikon de 1897 (bajo el título "Estandarte"), el estandarte imperial alemán en la época de Enrique I (r. 919-936) y Otón el Grande (936-973) representaba al Arcángel Miguel; en la época de Federico I (1152-1190), un águila; en la época de Otón IV (1198-1215), un águila flotando sobre un dragón, y desde la época de Segismundo (1410-1437), y "quizás antes", el Águila Imperial, es decir, un águila negra en un campo amarillo, que lleva en el pecho las armas de la casa del emperador.

El estandarte imperial más antiguo del emperador del Sacro Imperio Romano Germánico y el estandarte real del rey de romanos (siglo XIV)
Estandarte imperial del Sacro Emperador Romano (c. 1400 )
Estandarte imperial del Sacro Emperador Romano (1400-1806)
Estandarte imperial de Federico III (1437-1493)
Estandarte imperial de Maximiliano I y Carlos V (1493-1556)
Estandarte Imperial de Carlos V (1519-1556)

## Bandera de guerra
La Reichsfahne (bandera imperial) era una insignia de campo del Sacro Imperio Romano Germánico, originalmente una bandera ecuestre o confalón. Uno de los primeros portadores fue Werner I, conde de Winterthur, que llevó la bandera de Conrado II y Enrique III y que murió en la batalla de Brůdek en 1040. En el siglo XII, la Reichsfahne aparentemente[cita requerida] mostraba una cruz blanca sobre un campo rojo. Fue el signo de las fuerzas armadas unidas del Imperio hasta finales del siglo XV, pero el rey podía enviarlo a los señores locales para sancionarlos en su defensa de Landfrieden. Así, el rey Segismundo entregó el estandarte a la Confederación Suiza, sancionando su guerra contra los Habsburgo en 1415.

## Ciudades imperiales
Algunas ciudades imperiales libres empezaron a exhibir símbolos del imperio, especialmente el águila imperial, como parte de sus banderas o escudos de armas.